# King Of All Kings
King of All Kings – wydany przez Earache Records 16 września 2002 roku, jest drugim albumem amerykańskiej death metalowej grupy Hate Eternal.

## Lista utworów
| Nr  | Tytuł utworu                    | Autorzy         | Długość |
| --- | ------------------------------- | --------------- | ------- |
| 1.  | „Our Beckoning”                 | Rutan           | 0:49    |
| 2.  | „King of All Kings”             | Rutan, Anderson | 2:49    |
| 3.  | „The Obscure Terror”            | Rutan           | 3:53    |
| 4.  | „Servants of the Gods”          | Rutan           | 2:56    |
| 5.  | „Beyond Redemption”             | Rutan, Anderson | 3:08    |
| 6.  | „Born by Fire”                  | Rutan, Anderson | 3:43    |
| 7.  | „Chants in Declaration”         | Rutan           | 4:05    |
| 8.  | „Rising Legions of Black”       | Rutan, Anderson | 3:24    |
| 9.  | „In Spirit (The Power of Mana)” | Rutan           | 4:31    |
| 10. | „Powers That Be”                | Rutan           | 4:30    |
|     |                                 |                 | 33:48   |

## Twórcy
- Erik Rutan – wokal prowadzący, gitara, inżynieria dźwięku, produkcja muzyczna, miksowanie, mastering
- Jared Anderson – wokal wspierający, gitara basowa
- Derek Roddy – perkusja, instrumenty perkusyjne
- Shawn Ohtani – asystent inżyniera dźwięku
- Peter Tsakiris, Matt Vickerstaff, Andreas Marschall, Jennifer Gedeon – oprawa graficzna